# Ilona Zrínyi

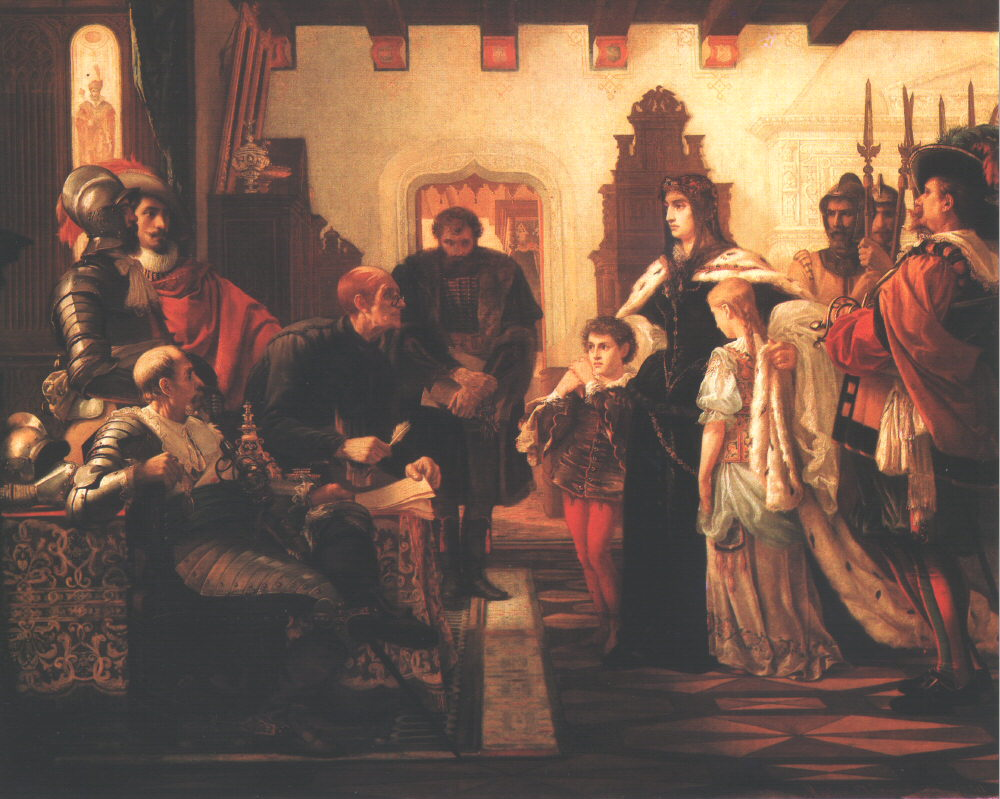
Madarász Viktor: Jelena Zrinski (1859)

Jelena Zrinski ou, en hongrois, Zrinyi Ilona (en français Helène de Zrin),  née en 1643 à Ozalj et morte en 1703 à Izmit, est une  aristocrate hongroise, épouse de François Rakoczy, puis d'Imre Thokoly et mère de François II Rákóczi ; elle fut princesse de Transylvanie en titre, sinon en fait.

## Biographie

### Famille
Jelena Zrinski est la fille de Petar Zrinski, (1621-1671) et d'Ana Katarina Frankopan, morte en 1673. Son père, ban de Croatie et de Dalmatie-Slavonie de 1665 à 1670, fut accusé de complot et de trahison par l'empereur Léopold Ier de Habsbourg et exécuté à Vienne le 30 mars 1671 ainsi que son beau-frère Fran Krsto Frankopan (1643-1671).

### Mariages et descendance
Jelena Zrinski a été mariée deux fois. 
Le 1er mars 1666, elle épouse François Rákóczi, prince élu de Transylvanie, mais qui n'a jamais régné effectivement. Il conspire avec son beau-père, obtient sa grâce, mais meurt en 1676, quelques mois après la naissance de leur fils François II Rákóczi, qui sera prince de Transylvanie de 1704 à 1711. 
Ils ont aussi eu un fils, Georges, né en 1667 et mort très jeune, et une fille, Julienne, née en 1672. 
En juin 1682, elle se remarie avec Imre Thököly, chef de la rébellion hongroise contre les Habsbourg et prince de Transylvanie, allié à la Sublime Porte. 
En 1683 commence la Grande guerre turque, marquée notamment par le siège de Vienne, mais qui va durer jusqu'en 1699.  

### Dernières années (1688-1703)
En 1688, après la prise de son château de Moukatchevo (en hongrois Munkács) au bout de trois ans de siège (Imre Thököly se trouvant alors dans l'Empire ottoman), Jelena est emmenée à Vienne avec ses enfants . Elle est internée dans un couvent en Autriche ; son fils va être élevé chez les jésuites sous la surveillance de son tuteur l’archevêque Léopold Kollonich.
Elle est autorisée à rentrer en Hongrie en 1691, en échange de la libération d'un prisonnier autrichien, le général Donat Johann Comte Heissler de Heitersheim.
En vertu de certaines dispositions du Traité de Karlowitz en 1699, elle est exilée dans l'Empire ottoman avec son époux et meurt à Izmit (Nicomédie) le 18 février 1703.